# Comité Olímpico Sueco

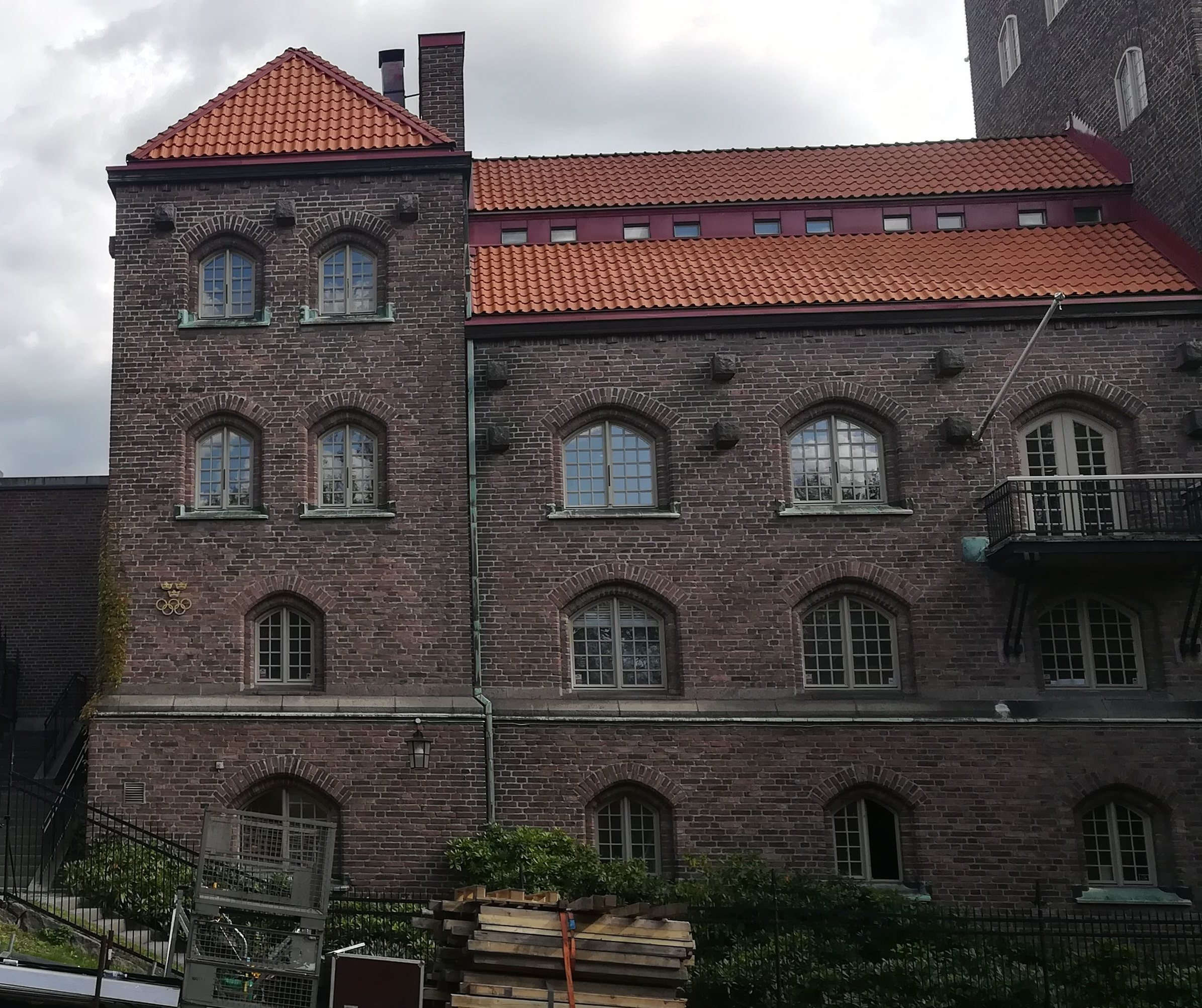
Sede do Comité Olímpico no Estádio Olímpico de Estocolmo.

O Comité Olímpico da Suécia (em sueco: Sveriges Olympiska Kommitté) é a primeira autoridade desportiva na Suécia no que diz respeito aos Jogos Olímpicos.
Está composto por 35 associações nacionais de desportos olímpicos e 12 associações de desportos reconhecidos. A cada quatro anos elege-se um comité executivo cuja tarefa primordial é o apoio dos atletas suecos para preparar a sua participação nos Jogos Olímpicos. O comité encarrega-se de arrecadar e distribuir os fundos entre as associações e da organização de cursos e eventos nacionais.
- Membros actuais (ano 2005): Stefan Lindeberg (presidente), Björn Rosengren (vice-presidente), Tomas Gustafson (vice-presidente), Kerstin Bodin, Per-Axel Eriksson, Carin Nilsson-Green, Lennart Pettersson, Ann-Louise Skoglund, Carl-Erik Ståhlberg.
- Representantes ante o Comité Olímpico Internacional (COI): Gunilla Lindberg e Arne Ljungqvist.

## História
O primeiro comité olímpico sueco fundou-se em 1905, para preparar a representação da Suécia nos Jogos Intercalados de 1906. Foi presidido pelo Coronel Viktor G. Balck e dissolveu-se ao finalizar os Jogos. Outros comités foram organizados para a cada olímpiada e para a preparação dos Jogos Olímpicos de Verão de 1912.
O comité actual foi fundado em 1913 e seus actuais estatutos foram aprovados em 1997.

## Presidentes do Comité Olímpico da Suécia
Fontes:
- 1913-1933 HRH Príncipe Gustavo Adolfo da Suécia
- 1933-1947 HRH Príncipe Gustavo Adolfo da Suécia
- 1947-1997 HRH Príncipe Bertil
- 1997- Carl-Gustav Anderberg